# Platyceratops
Platyceratops là một chi khủng long, được Alifanov mô tả khoa học năm 2003.